# Lokys (Oper)
Lokys (deutsch: „Der Bär“) ist eine Oper in zwei Akten von Bronius Kutavičius (Musik) mit einem Libretto von Aušra Marija Sluckaitė-Jurašienė nach der Novelle Lokis von Prosper Mérimée. Die Uraufführung war am 25. Juni 2000 im Litauischen Nationaltheater für Oper und Ballett in Vilnius.

## Handlung
Die Oper spielt im 19. Jahrhundert auf dem Landgut Medintiltis des Grafen Šemeta und in dessen Umgebung im litauischen Samogitien, wo zur Handlungszeit heidnische Bräuche noch weit verbreitet waren. Die Mutter des Grafen wurde einst von einem Bären angegriffen und vergewaltigt. Ihr Butler Pranciškus konnte ihr zwar das Leben retten, doch sie verlor den Verstand und verfluchte anschließend ihr ungeborenes Kind, den jetzigen Grafen. Dieser besitzt eine mysteriöse Doppelnatur. Er reagiert geradezu animalisch auf den Anblick von Blut und scheint sich bei Vollmond in einen Bären zu verwandeln. Ein ehemaliger Militärchirurg, der „Doktor“, kümmert sich um seine Mutter.

### Kurzfassung
Erster Akt. Die Hochzeit des Grafen mit der jungen Julija steht bevor. Er erhält Besuch von einem alten Freund, dem „Professor“. Julija zeichnet sich durch ungewöhnlich helle Haut und ihre Verbindung zu mythischen Wesen aus. Auf dem Weg zu ihr trifft der Graf im Wald auf eine einäugige alte Frau, die ihn vor der Ehe mit Julija warnt. Er solle stattdessen seine vorherbestimmte Rolle als Herrscher der Waldtiere annehmen. Der Graf ignoriert ihre Warnung. Als er Julija besucht, tritt sie versehentlich auf eine Scherbe. Der Graf leckt das Blut gierig auf.
Zweiter Akt. Zur Hochzeitsfeier kommen viele Gäste. Es ist Vollmond, und man erwartet eine Mondfinsternis. Als das Paar eintrifft, hat die Gräfin einen Anfall. Sie hält ihren Sohn für einen Bären und ruft um Hilfe, um ihn zu erschießen. Der Doktor beruhigt sie, indem er ihr die Haare abschneidet. Einer alten Tradition folgend, trinkt der Doktor aus dem Schuh der Braut. Der Graf wird erneut von dem Blutfleck an ihrem Fuß in den Bann gezogen. Uneingeladen erscheint die einäugige alte Frau und prophezeit, dass das Paar gemeinsam in die Unterwelt eingehen werde. Auf einmal erklingt draußen ein Schuss. Der Doktor findet Julija tot unter einem Rosenbusch. Die Gräfin erklärt, dass sie von einem Bären angegriffen wurde. Sie habe ihn mit dem Schuss verletzt und vertrieben. Als wenig später der verwundete Graf hereinkommt, ruft seine Mutter „Ein Bär!“ und erschießt ihn.

### Erster Akt
Szene 1. Eine Gruppe von Männern will das Böse von Landgut des Grafen Šemeta vertreiben (Chor).
Das Anwesen des Grafen Šemeta; Bibliothek
Szene 2. Einige Tage vor seiner Hochzeit erhält der Graf Besuch von Professor Wittembach, einem Sprachforscher und protestantischen Theologen aus Königsberg und alten Freund seines Vaters. Der stumme Butler Pranciškus führt ihn in die Bibliothek des Grafen. Dort entdeckt der Professor ein lange von ihm gesuchtes Buch, eine alte Ausgabe des Catechismus Samogiticus. Der Doktor, ein nach einer Kriegsverletzung auf den Rollstuhl angewiesener ehemaliger Militärchirurg, begrüßt den Professor und entschuldigt die Abwesenheit des Grafen mit dessen Migräne. Er erklärt, dass der Butler die Sprache verloren habe, als er die Gräfin, die Mutter des Gräfin, bei einem Jagdausflug vor einem Bären rettete. Auch die alte Gräfin hat sich von diesem Vorfall nicht erholt: Sie wurde wahnsinnig.
Szene 3. Die mit einem Messer bewaffnete Gräfin dringt in den Raum ein. Sie erlebt den Bärenangriff in Gedanken noch einmal. Der Doktor versucht sie zu beruhigen, indem er droht, ihr die Haare abzuschneiden. Sie werde dann hässlich sein und von ihrem Sohn verstoßen werden. Die Gräfin glaubt, der Bär habe sie geschwängert, und verflucht ihr ungeborenes Kind.
Szene 4. Der Professor ist entsetzt über das Verhalten der Gräfin. Während er darüber nachdenkt, vernimmt er das Lied einer einäugigen alten Frau. Schließlich schläft er ein. Etwas später wecken ihn Hufschläge und Pferdewiehern. Er bemerkt vor dem Fenster einen schwarz gekleideten Mann, den er für einen Einbrecher hält, und ruft nach Pranciškus.
Szene 5. Instrumentales Zwischenspiel: Ein Doppelgänger des Grafen schlüpft aus einem Bärenfell und betrachtet sich im Spiegel.
Das Zimmer des Grafen am nächsten Morgen
Szene 6. Der Graf unterhält sich mit seinem Doppelgänger über das Wesen ihrer Natur, seine Sehnsucht nach dem Wald und der Jagd und die Liebe zu seiner Verlobten Julija.
Szene 7. Erst jetzt begrüßt der Graf seinen Gast, den Professor. Er entschuldigt sich dafür, dass er wegen einer Allergie gegen Hunde und Pferde Handschuhe tragen müsse. Als ihm der Professor von der letzten Nacht erzählt und die Vermutung ausspricht, dass es im Landgut spuke, entgegnet der Graf, dass die heidnischen Götter diesen Ort noch nicht verlassen haben. Er lädt den Professor zu einem Spaziergang im Wald und einem Besuch bei seiner Verlobten ein.
Szene 8. Bei dem Ausflug erzählt der Professor, dass er von Julias weißer Haut fasziniert sei. Wenn sie Rotwein trinke, könne er ihn darunter fließen sehen wie das warme und süße Blut in ihren Adern.
Szene 9. Im Wald sitzt die einäugige alte Frau an einem Lagerfeuer und singt erneut das Lied aus der vierten Szene. Sie bittet die Wanderer um eine Silbermünze und etwas Tabak und bietet ihnen an, ihnen für ein zweites Geldstück die Zukunft vorherzusagen. Dann erklärt sie, dass der Graf einen furchtbaren Durst nach etwas anderem als Wasser habe. Er befinde sich an einem Scheideweg, an dem er sich auf keinen Fall nach rechts wenden dürfe. Die junge Frau sei nicht für ihn bestimmt. Stattdessen solle er sich nach links wenden, wo die wilden Tiere nach einem neuen Anführer suchen. Er besitze Klauen und Reißzähne und werde vielleicht erwählt werden. Der Graf will davon nichts hören. Er führt den Professor nach rechts zu Julijas Hütte.
Ein See am Waldrand
Szene 10. Julija singt ein Lied über eine Meerjungfrau, die sie ihre „kalte Schwester“ nennt. Sie fürchtet sich vor dem brennenden Blick des Grafen und bittet ihre „Schwestern des Wassers“ um Schutz.
Szene 11. Der Graf und der Professor treffen ein. Mehrere Doppelgänger des Grafen erscheinen ebenfalls. Julija erschreckt sich, reicht ihren Gästen dann aber Wein und tanzt barfüßig für sie ihren „Seejungfrauen-Tanz“. Als sie dabei sie auf eine Scherbe tritt, beugt sich der Graf über sie und leckt das Blut aus der Wunde. Er verspricht, sie am Sonntag zur Hochzeit abzuholen. Julija hat böse Vorahnungen.

### Zweiter Akt
Anwesen des Grafen Šemeta
Szene 1. Hochzeitsgäste treffen auf dem Landgut ein.
Szene 2. Während sie auf die Ankunft des Brautpaares warten, unterhalten sich der Professor, der Doktor und die anderen Gäste über die Braut und ihre ungewöhnlich helle Hautfarbe. In der folgenden Nacht soll es eine Mondfinsternis geben. Man trinkt auf die Gesundheit des Paares.
Szene 3. Als der Graf mit Julija eintrifft, ruft die alte Gräfin aus, es sei ein Bär, der die Frau in den Wald verschleppen wolle. Sie ruft nach Pranciškus und fordert ihn auf, den Bären zu erschießen. Der Doktor schneidet ihr die Haare ab, wie er angedroht hatte. Die Gäste sind entsetzt über ihr Verhalten. Sie halten das Geschehen für ein Omen.
Szene 4. Der Graf bittet die Gäste um Entschuldigung für den Zwischenfall. Er fordert den Hochzeitsmarschall auf, seine Rede zu Ehren des Brautpaares zu halten. Anschließend krönt dieser Julija mit einem Blumenkranz.
Szene 5. Der Graf und Julija wiederholen den vom Professor vorgesprochenen Hochzeitsschwur und erhalten von ihm den Segen.
Szene 6. Der Graf stößt auf das gemeinsame Liebesglück an. Julija stimmt ein, erinnert aber zugleich an das „besondere Schicksal“, das ihnen durch das Erscheinen eines Kometen vorhergesagt wurde.
Szene 7. Der Doktor will einer alten Kadettentradition folgen und aus dem Schuh der Braut trinken. Als der Graf ihr den Schuh auszieht, fällt sein Blick auf ihren verletzten Fuß. Er vergleicht ihr Blut mit dem Wein der sonnigen Küste.
Szene 8. Julija bemüht sich, ihre aufkeimenden Ängste zu bewältigen, indem sie sich auf die heilende Kraft ihrer Liebe konzentriert.
Szene 9. Erneut erscheint die einäugige alte Frau. Sie erklärt, dass sie als Ehestifterin für die Hochzeit des Teufels einspringen wolle. Sie sei uneingeladen gekommen, um den frisch Verheirateten zu wünschen, dass sie nicht nur auf der Erde niemals getrennt würden, sondern gemeinsam durch die Tore der Unterwelt in das Reich der Toten einkehrten. Da der Graf ihre Warnung nicht beachtet habe, werde er seine Gelüste nicht länger unterdrücken können und in Kürze die Quittung dafür erhalten. Sie selbst werde ihm die Tore zur Unterwelt öffnen, wo ihn deren Herr bereits erwarte. Die Gäste nehmen sie nicht ernst und fahren mit der Feier fort.
Szene 10. Plötzlich ist ein Schuss zu hören. Der Doktor bringt die tote Julija herein, die er unter einem Rosenbusch gefunden hat. Der Graf ist nicht mehr zu finden. Die Gräfin erscheint mit einer Pistole und erklärt, dass ein Bär gekommen sei. Sie habe gewusst, dass er kommen werde, und im Schatten eines Baumes auf ihn gewartet. Als er mit seiner Beute auftauchte, habe sie auf ihn geschossen, doch er sei verwundet fortgelaufen. Kurz darauf kommt der verletzte Graf herein. Die Gräfin erschießt ihn mit dem Ruf „Ein Bär!“ 
Epilog. Mit einem Gebet um Vergebung verabschiedet sich der Chor. Gleichzeitig trägt der Professor in französischer Sprache den Schluss von Prosper Mérimées Novelle Lokis vor, der den Tod der Braut und das Verschwinden des Grafen beschreibt.

## Gestaltung
Ulrich Schreiber beschrieb die Klangsprache der Oper als eine „Mischung aus folkloristischen Momenten, dem Neoklassizismus in der Nachfolge Strawinskys und Martinůs sowie Anklängen an die neue nordische Einfachheit im Stil Arvo Pärts“. Letztere fällt besonders in den Szenen 7 und 10 des ersten Akts sowie gegen Ende des zweiten Akts auf. Der Komponist Bronius Kutavičius erklärte, dass er sich am Stil der Oper des 19. Jahrhunderts orientiert habe. Dennoch blieb er seiner eigenen Musiksprache, einem „minimalistischen Expressionismus“, treu. Der erste Akt zeichnet eine düstere mystische Atmosphäre, während der Schwerpunkt des zweiten Akts auf der dramatischen Handlung liegt. Dort ist auch die Musik konzentrierter und klarer. Es gibt Hochzeitsriten, eine Polonaise, einen protestantischen Choral und stilisierte Volksmusik, bis sich das Reich der Menschen schließlich mit der mythischen Welt verbindet.

## Werkgeschichte
Lokys ist die dritte Oper des litauischen Komponisten Bronius Kutavičius. Das Libretto verfasste die litauische Schriftstellerin Aušra Marija Sluckaitė-Jurašienė nach der 1869 erschienenen Novelle Lokis von Prosper Mérimée. Kutavičius hatte schon länger mit dem Gedanken gespielt, eine Oper im Stil des 19. Jahrhunderts für großes Orchester, Chor und Ballett zu schreiben. Den konkreten Auftrag erhielt er vom Vilnius Festival für die Spielzeit 1999/2000.
Die Uraufführung fand am 25. Juni 2000 im Litauischen Nationaltheater für Oper und Ballett in Vilnius statt. Das Bühnenbild stammte von Mindaugas Navakas, die Kostüme von Sandra Straukaitė und die Choreografie von Andželika Cholina. Martynas Staškus leitete das Sinfonieorchester des Litauischen Nationaltheaters. Die Hauptrollen sangen Vytautas Juozapaitis (Graf Šemeta), Irena Zelenkauskaitė-Brazauskienė (Julija), Vladimiras Prudnikovas (Professor) und Inesa Linaburgytė (Gräfin). Eine weitere Aufführung gab es am 10. Oktober 2000 beim 10. Festival für zeitgenössische Musik „Gaida“. Die Oper hielt sich bis 2007 im Repertoire des Litauischen Nationaltheaters.
Es handelt sich um die erste litauische Oper, die auch außerhalb dieses Landes bekannt wurde.
Anlässlich des 90. Geburtstags des Komponisten im Jahr 2022 gab es eine am eine Neuproduktion Staatlichen Musiktheater Klaipėda in einer Inszenierung des Regisseurs Gintaras Varnas. Hier wurde die Handlung in die 1920er Jahre verlegt. Die Inszenierung ist vom Stummfilm dieser Zeit inspiriert.

## Aufnahmen
- 9.–28. September 2001 – Martynas Staškus (Dirigent), Orchester und Chor des Litauischen Nationaltheaters für Oper und Ballett.
 Vytautas Juozapaitis (Graf Šemeta), Irena Zelenkauskaitė-Brazauskienė (Julija), Vladimiras Prudnikovas (Professor), Inesa Linaburgytė (Gräfin), Veronika Povilionienė (einäugige alte Frau), Audrius Rubežius (Doktor), Arūnas Malikėnas (Hochzeitsmarschall), Giedrius Žalys (Doppelgänger des Grafen), Česlovas Stonys (Pranciškus), Vida Sinkevičiūtė (Solistin im Epilog), Miroslav Stasilo (Erzähler im Epilog).
 Studioaufnahme.
 Ondine ODE1021-2D (2 CDs).[8]
- 22. Oktober 2022 – Martynas Staškus (Dirigent), Gintaras Varnas (Regie), Gintaras Makarevičius (Bühne), Dainius Bendikas (Kostüme), Vilius Vilutis (Licht), Vladimiras Konstantinovas (Chorleitung), Mantas Stabačinskas (Choreografie), Orchester und Chor des Staatlichen Musiktheaters Klaipėda.
 Andrius Apšega (Graf Šemeta), Gunta Gelgotė (Julija), Vladimiras Prudnikovas (Professor), Jovita Vaškevičiūtė (Gräfin), Aurelija Dovydaitienė (einäugige alte Frau), Tadas Jakas (Doktor), Mindaugas Rojus (Hochzeitsmarschall), Šarūnas Šapalas (Doppelgänger des Grafen), Virginijus Pupšys (Pranciškus), Emilia Janina Kozłowska (Chorsolistin).
 Video; live aus dem Staatlichen Musiktheater Klaipėda.
 Videostream bei Operavision.[4]